# Écriture non déchiffrée

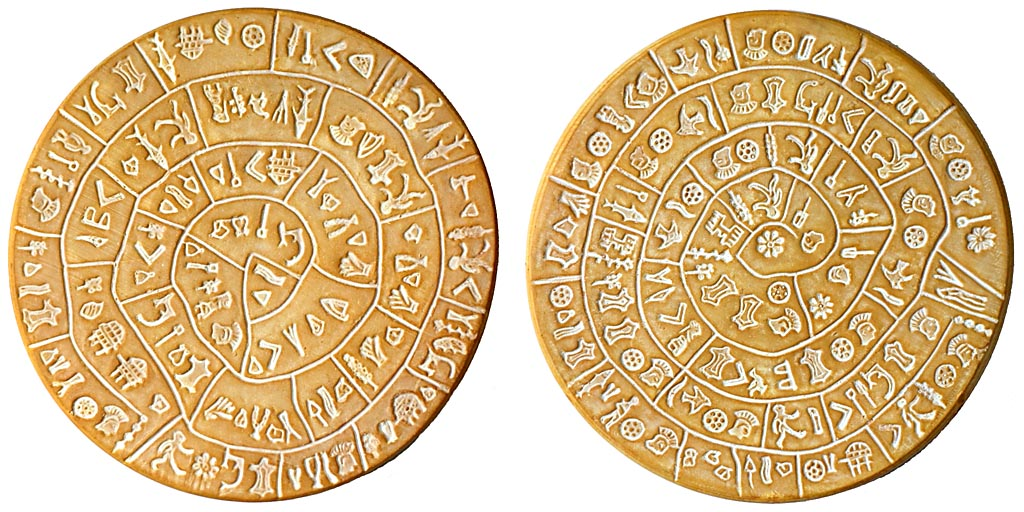
Recto et verso du disque de Phaistos, disque d'argile recouvert de glyphes (Crète, vers 1600 av. J.-C.) ; écriture probable, mais totalement indéchiffrée, le disque étant le seul objet connu la comportant.

Une écriture non déchiffrée est un système d'écriture présent sur un certain nombre de documents archéologiques, mais dont le sens n'est pas connu. Le terme « système d'écriture » est ici employé de manière extensive pour désigner des séquences de glyphes qui semblent posséder la symbolique représentationnelle d'une écriture, mais qui peuvent inclure des systèmes qui sont largement artistiques et ne sont pas de véritables écritures.

## Généralités
La plupart des écritures non déchiffrées datent de plusieurs millénaires av. J.-C., mais quelques exemples modernes existent. La difficulté pour les décrypter peut provenir d'un manque de descendants linguistiques connus ou d'un caractère d'isolation, d'un nombre insuffisant d'exemples de textes trouvés ou même de savoir si les symboles constituent vraiment une écriture. Malgré les nombreuses tentatives de déchiffrement, ces systèmes d'écriture conservent leur mystère. Pour certains, un système alphabétique ou idéogrammatique a pu être décelé, mais la langue utilisée reste inconnue et la teneur des textes ne peut être explicitée.
Depuis l'apparition de l'écriture, des centaines de formes d'expression écrite, ou tout du moins graphique, ont été inventées. Si bon nombre d'entre elles sont accessibles, certaines sont restées impénétrables pendant des siècles. L'exemple le plus fréquemment cité est celui des hiéroglyphes égyptiens, finalement redécouvert grâce à la pierre de Rosette, une stèle présentant une double traduction. D'autres alphabets ont également été perdus, tel l'alphabet étrusque, déchiffré en partie, ou l'alphabet runique qui possédait une telle symbolique que bien des transcriptions restent obscures.
Au-delà de ces systèmes normés à grande échelle, il existe des ensembles de caractères utilisés par de petits comités. Parmi eux, l'alphabet des sorcières, utilisé jusqu'au XVIIe siècle pour coder rendez-vous, recettes et autres incantations par celles et ceux qui craignaient à la fois censure et espionnage. Cependant, on est parvenu à le déchiffrer sans mal, grâce à la trahison de certains de ses utilisateurs. Par contre, certains de ces systèmes de chiffrement demeurent totalement mystérieux, comme le manuscrit de Voynich.

## Écritures non déchiffrées

### Proto-écritures

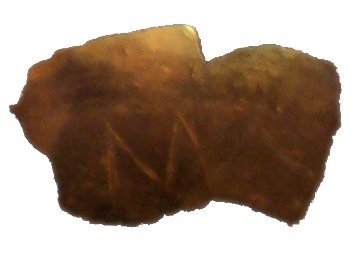
Fragment de poterie comportant une incision en forme de « M », culture de Vinča.

Certaines formes de proto-écritures demeurent non déchiffrées et, à cause du manque d'éléments et de descendants linguistiques, il est probable qu'elles ne le seront jamais.
- Écriture jiahu, culture de Peiligang (Chine, VIIe siècle av. J.-C.) ;
- Écriture Vinča (en), culture de Vinča (Europe néolithique, 6e millénaire av. J.-C.) ; les tablettes de Tărtăria en sont l'exemple le plus complexe ;
- Tablette de Dispilió, Dispilió (Grèce, 6e millénaire av. J.-C.) ;
- Tablette de Gradeshnitsa (en), Gradeshnitsa (en) (Bulgarie, 6e millénaire av. J.-C.) ;
- Écriture Banpo (en), culture de Yangshao (Chine, 5e millénaire av. J.-C.).

### Écritures de l'âge du bronze

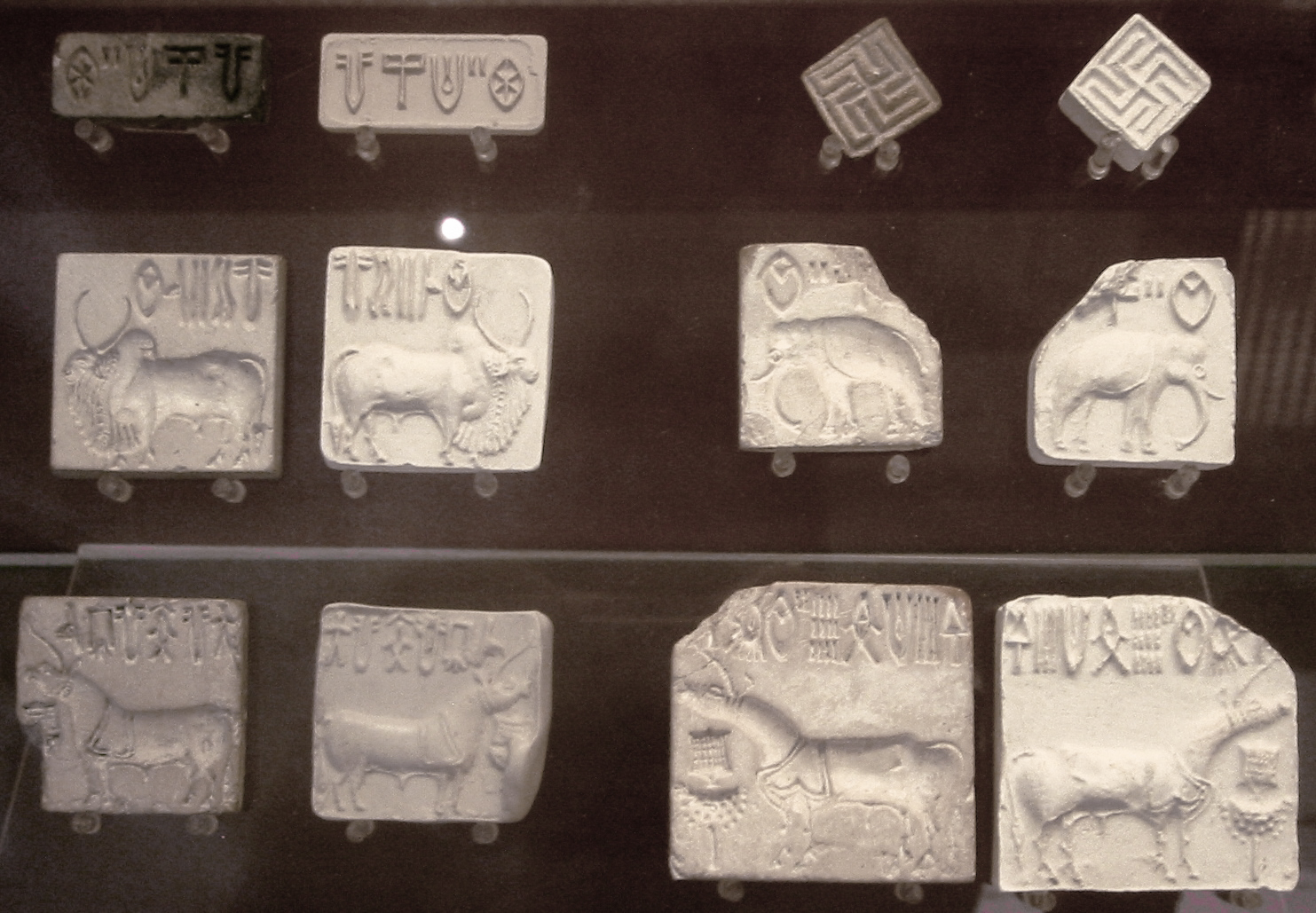
Collection de sceaux comportant des inscriptions en écriture de l'Indus.

Les écritures suivantes, datant de l'âge du bronze (3300 à 1200 av. J.-C.) en Mésopotamie et région voisines, ne sont pas déchiffrées :
- Écriture de l'Indus, civilisation de la vallée de l'Indus (proto-écriture vers 3300 av. J.-C., écriture mature vers 2500-1900 av. J.-C.) : écriture pictographique, le matériel disponible consiste en inscriptions sur des sceaux ou des pots de céramique ne dépassant guère 4 à 5 caractères, la plus longue en comprenant 26 ;
- Proto-élamite, civilisation proto-élamite (vers 3200-2900 av. J.-C.) écriture de la région de Suse en Iran, constituée d'environ 1 000 signes que l'on pense être logographiques. L'écriture proto-élamite aurait été développée à partir d'une écriture sumérienne préexistante. Cette écriture est en voie d'être déchiffrée, même si la langue utilisée demeure inconnue ;
- Hiéroglyphes crétois, Crète (début du IIe millénaire av. J.-C.) : apparaît sur quelques sceaux et inscriptions ; le disque de Phaistos pourrait en être un exemple ;
- Linéaire A, Crète (vers 1900 av. J.-C.) : possible syllabaire ; le linéaire B, qui lui succède, a par contre été déchiffré en 1952. Le linéaire A et les hiéroglyphes crétois sont supposés noter la langue minoenne. Plusieurs mots ont été décodés mais aucune conclusion définitive sur leur signification n'a été avancée ;
- Alphabet protosinaïtique, Sérabit el-Khadem (vers 1800 av. J.-C.) : probablement un abjad ;
- Syllabaire de Byblos (en), Byblos (vers 1700 av. J.-C.) ;
- Disque de Phaistos, Crète (vers 1600 av. J.-C.) : exemple d'une écriture supposée et complètement inconnue, sur un objet unique. Une courte inscription sur la hache d'Arkalochori pourrait représenter le même type d'écriture ;
- Syllabaire chypro-minoen, Chypre (vers 1500 av. J.-C.) ;
- Écriture tartessienne, péninsule Ibérique (vers 700 av. J.-C.) ;
- Inscription de Sitovo (en), Bulgarie (vers 1200 av. J.-C.) : langue inconnue, peut-être celtique, slave ou phrygienne.

### Écritures mésoaméricaines

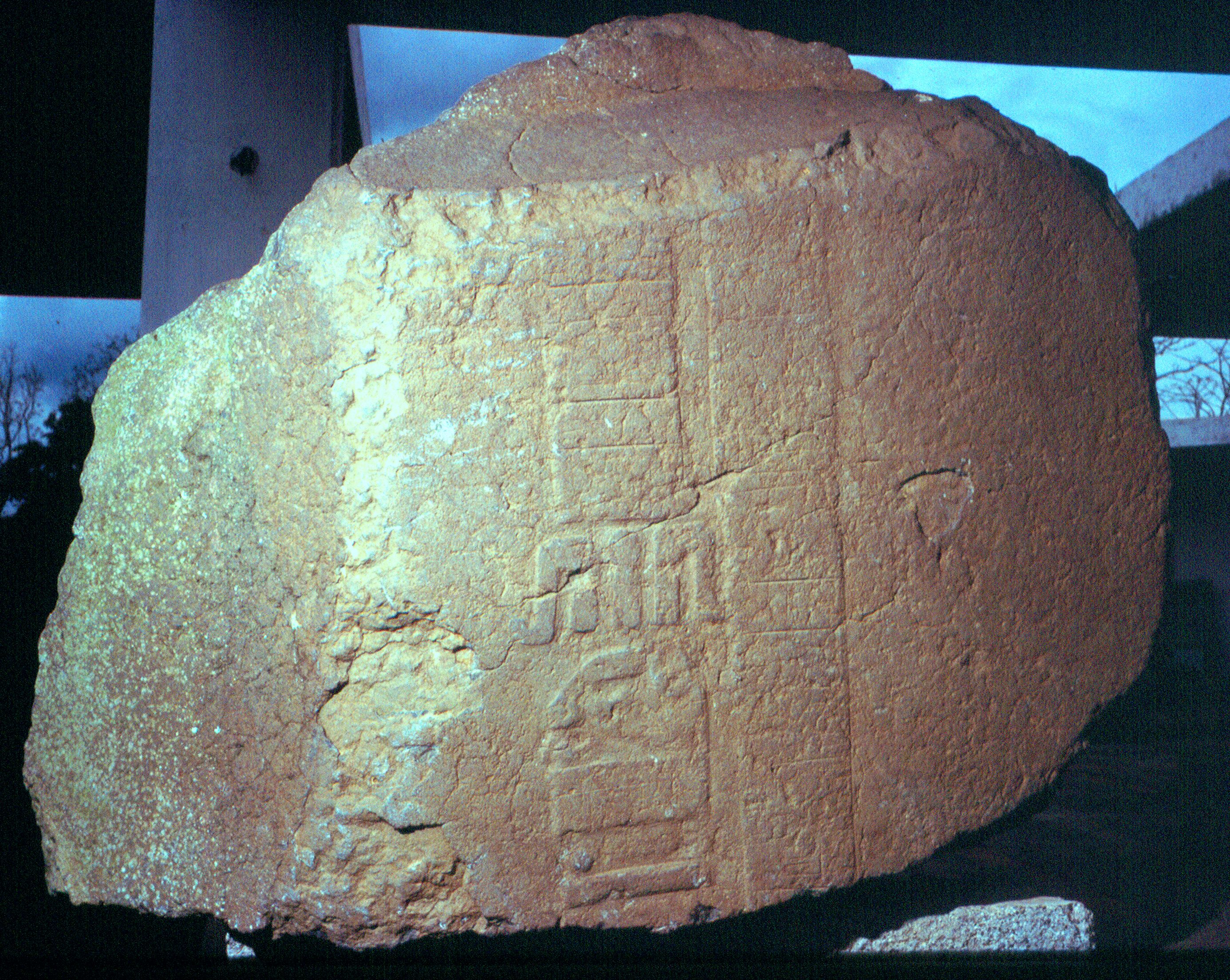
Stèle C de Tres Zapotes, glyphes en écriture épi-olmèque.

De nombreuses écritures mésoaméricaines ont été découvertes. Si l'écriture maya est la mieux connue, plusieurs d'entre elles demeurant indéchiffrées par méconnaissance des langues qu'elles notent. Ces écritures ont été utilisées entre 1000 av. J.-C. et 1500. Elles ont recours à des systèmes de pictogrammes et d'idéogrammes.
- Stèle de Cascajal, Olmèques (vers 900 av. J.-C.) : peut-être la plus vieille écriture mésoaméricaine ;
- Écriture épi-olmèque, isthme de Tehuantepec (vers 500 av. J.-C.) : apparemment logosyllabique ;
- Écriture zapotèque, Zapotèques (vers 500 av. J.-C.) ;
- Écriture mixtèque (en), Mixtèques (XIVe siècle) : peut-être pictographique.

### Écritures médiévales et ultérieures
- Inscription d'Alekanovo (en), Russie (probablement Xe ou XIe siècle) ;

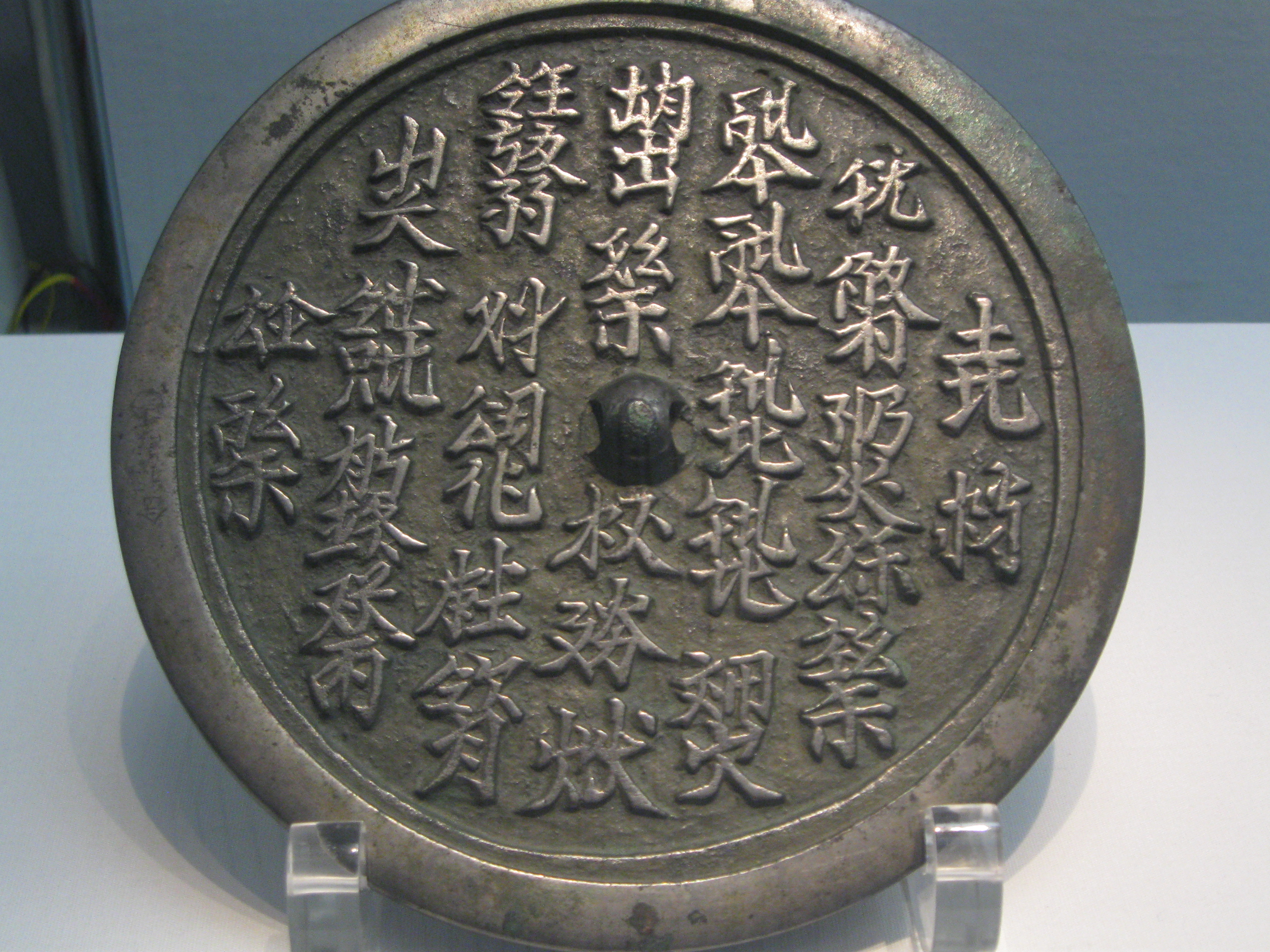
Caractères de Khitan sur un miroir de bronze (Chine/Corée, Xe siècle).

- Inscription du kourgane de Iessik, Kazakhstan (IVe ou IIIe siècle av. J.-C.) : variante possible de l'alphabet kharosthi destinée à noter une langue scythe ;
- Écritures khitan, Nord-Est de la Chine (Xe siècle) : notant le khitan, l'écriture n'est pas entièrement déchiffrée ;
- Écriture tujia, Sud de la Chine : ancienne écriture indéchiffrée ;
- Pierre de Singapour, Singapour (au moins XIIIe siècle, peut-être Xe siècle) : fragment de grès gravé d'une ancienne écriture sud-est asiatique, peut-être du vieux javanais ou du sanskrit ;
- Rongo-Rongo, île de Pâques : écriture polynésienne encore utilisée jusque vers 1860. Elle est composée de 120 symboles idéogrammatiques représentant des animaux, des plantes, des formes géométriques, leur signification était oubliée à l'arrivée des colonisateurs.

## Écritures déchiffrées mais non complètement traduites
- Alphabet étrusque : dérivée de l'alphabet grec, cette écriture est déchiffrée mais la langue elle-même reste globalement inconnue.
- Coffret d'Auzon ou « Franks Casket », reliquaire avec textes runique et latin.
- méroïtique : cette écriture de la haute vallée du Nil utilisée vers le IVe siècle av. J.-C. est dérivée des hiéroglyphes égyptiens ; elle a été déchiffrée mais la langue utilisée reste inconnue.

## Canulars possibles

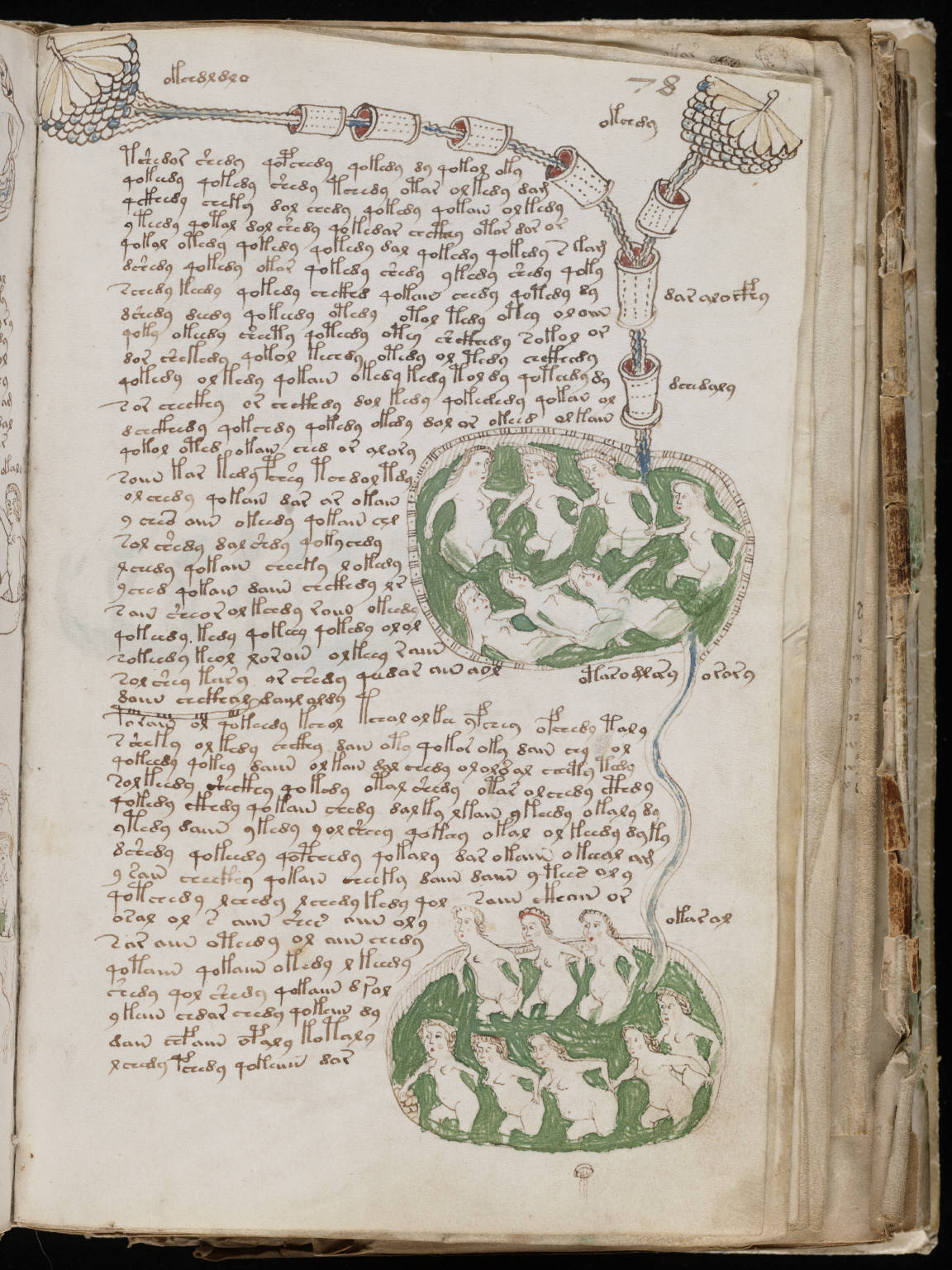
Page du manuscrit de Voynich.

- Manuscrit de Voynich : du nom de l'antiquaire qui l'a fait connaître en 1912, il s'agit d'un manuscrit enluminé de 234 pages. Son écriture utilise un alphabet inconnu et aucune tentative de déchiffrement n'a donné de résultats. Une datation au carbone 14 le fait remonter au XVe siècle. Toutefois, la référence la plus ancienne connue du manuscrit ne date que du début du XVIIe siècle.
- Codex Rohonczi : manuscrit découvert dans la bibliothèque personnelle de Batthyany Gusztav en 1838. Il est composé de 448 pages utilisant un alphabet inconnu et qui possède 5 fois plus de signes que tout alphabet connu. Une datation par l'origine du papier le ferait remonter vers 1520, mais on pense que ce n'est qu'une copie faite en 1520 de l'original.